# けいせい恋飛脚
『けいせい恋飛脚』（けいせいこいびきゃく）とは、人形浄瑠璃の演目のひとつ。全二段、安永2年（1773年）大坂にて初演。菅専助・若竹笛躬の合作。近松門左衛門作の『冥途の飛脚』を改作したもの。

## あらすじ

### 上の巻
（生玉の段）大坂の飛脚問屋亀屋の跡取り忠兵衛は、もと大和国新口村の百姓勝木孫右衛門のせがれであった。亀屋には先代の一人娘お諏訪がおり、養子の忠兵衛はこのお諏訪の婿と決まっている。しかし忠兵衛はお諏訪をよそにして、新町の槌屋抱えの遊女梅川と互いに深い仲となっていた。
生玉神社では多くの参詣人や大道芸なども出て賑やかな中、お諏訪が家の女中たちを供にして通りかかり、境内にある水茶屋で休む。婿の忠兵衛のことを恋い慕っているお諏訪は、忠兵衛との仲がもっとよくなるようにと寺社に願掛けに出かけていたのだった。だが生玉には、忠兵衛と梅川も訪れていた。お諏訪はふたりが仲むつまじそうに話をしているのを陰からみて悋気し悲しむ。
梅川は人に呼ばれてその場を外したが、ひとりになった忠兵衛の前に丹波屋八右衛門が現れる。八右衛門は亀屋に頼んで江戸から五十両の為替の金を送ってもらうはずだった。ところがその期日が十日を過ぎても一向に届いたとの知らせがない、どうしたわけかと責め立てる。忠兵衛は、じつは梅川を身請けしようという田舎の客がいて、その客に梅川を取られまいと、たまたま届いたその五十両を梅川を身請けするための手付け金として使ってしまったのだという。梅川の身請け金は合せて二百五十両、養子の忠兵衛が自由に出来る額ではない。どうか待ってくれと、八右衛門に土下座し涙して謝る忠兵衛。これに八右衛門は「待ってやろう」と言い、そのかわり梅川の身請けの手付け五十両の受取りを、金を返すまで預かろうという。忠兵衛はそれを承知しその受取りを忠兵衛に渡したが、忠兵衛は八右衛門が本来受け取るはずの五十両の受取りを先に書いてくれるよう八右衛門に頼む。八右衛門もそれを承知してその場で受取りを書いて渡す。
しかしこの八右衛門は悪人であった。亀屋には先代の甥で利平という男がいたが、これが姪に当たるお諏訪に横恋慕し、忠兵衛に替って亀屋を乗っ取ろうとしていた。八右衛門もこの利平に与していたのである。利平が出てきて、八右衛門と今後のことについて悪巧みをする。八右衛門はその場を去る。日も暮れて人通りもなくなった境内、利平は人を待つために一人残っている。道哲という下部を一人連れた医者が来る。利平はこともあろうに忠兵衛を毒殺しようと企んでおり、その毒薬の調合をこの道哲に任せていた。しかも効めを試すため、道哲の下部にその毒を無理やり飲ませた。下部は絶命する。これを見た利平は満足して毒薬を受け取り、その代金として亀屋で盗んだ五十両の金を道哲に渡し立去った。だがそのあと、死んだはずの下部がむっくと体を起こす…。
（飛脚屋の段）次の日のこと。淡路町の亀屋では、忠兵衛の養母妙閑が娘お諏訪とともに店先に出ていると甥の利平がやってきた。利平は、ちかごろ忠兵衛が新町の遊郭に揚げ詰めで家内のことを疎かにしているとあてこすり、自分を跡継ぎにするようそれとなく妙閑に勧めるが、妙閑にはいらぬ世話だと叱られる。ばつがわるそうに利平が奥へ入ると、そのあと忠兵衛とは懇意にしている者だと称して梅川忠兵衛という侍が来る。妙閑は侍を奥へと通す。ひとりになったお諏訪の前に利平が再びあらわれ、嫌がるお諏訪にしなだれかかり口説いていると、酒に酔った忠兵衛（亀屋）が戻る。利平は道哲から受取った例の毒薬を使おうと、こっそり塩茶に入れて忠兵衛（亀屋）に飲ませた。ところが案に相違して茶を飲み干した忠兵衛（亀屋）は苦しむ様子もなくしゃんとしている。五十両もの大金を費やして効き目なし…利平はむしゃくしゃし、どこかへいってしまった。
そこへ八右衛門が来るが、八右衛門は忠兵衛（亀屋）が自分宛の為替金を使い込んだことを暴露してしまう。その金を渡せと厳しく責め立てる八右衛門。この騒ぎに出てきた妙閑が自分のへそくりから五十両を弁済しようとするが、金をしまっておいた箪笥の引出しには五十両が無くてびっくりする。その五十両はじつは利平が盗み、毒薬の代金として道哲に渡したものだった。この五十両もおまえが盗んだのだろうと忠兵衛（亀屋）は責められ、ついには利平から散々に殴られる。そして横領の罪で代官所へ引かれようとしたまさにその時、奥より最前この家を訪れた侍の梅川忠兵衛が出て八右衛門と利平を投げ飛ばした。
利平は侍の顔をみて仰天する。ゆうべ生玉の境内で、毒を飲ませて死なせたはずの道哲の下部ではないか。さらに忠兵衛（侍）は懐から利平が盗んだ五十両を妙閑に手渡し、八右衛門が手にした梅川の手付け五十両の受取りも取り戻した。八右衛門と利平は渋々ながらこの場を出て行かざるを得なかった。
忠兵衛（侍）は皆の前で物語る。じつは自分はあの遊女梅川の兄、そして医者の道哲というのは京の六条珠数屋町に住む梅川の父であると。梅川の父はもと梅川忠太夫という公家に仕えた武士であった。それがふとしたきっかけで利平たちの悪事を知り、忠兵衛（侍）と図り毒薬と偽って和中散という薬を利平に渡し、忠兵衛（亀屋）たちを助けたのである。妙閑を初めとする人々は忠兵衛（侍）に感謝し、お礼がしたいと忠兵衛（侍）をいざない皆奥へと入った。
夜もだいぶ更けた。するとお諏訪がひそかに金をしまってある帳場の箪笥に近づき、その中から金を取って去ろうとするのを妙閑に見つかって捕らえられる。この騒ぎに忠兵衛（亀屋）も出てきた。お諏訪は置手紙を残しており、それを見るとお諏訪にはほかに好きな男がいて、その男に金を差し出して駆け落ちすると書かれている。娘のふしだらに怒る妙閑。だがじつは、夫と定まったはずの忠兵衛（亀屋）と梅川の仲を見て、自分は身を引こうと家を飛び出し死ぬつもりであったことがわかる。お諏訪にはほかに男など最初からいなかったのである。これを知った妙閑は涙し娘に詫び、さらに忠兵衛（亀屋）にはこのままお諏訪と仲良く夫婦になってくれと頼む。お諏訪のここまでの心根を見せられた忠兵衛（亀屋）も、もはや否とはいえず梅川とは縁を切ることを約束し、その場でお諏訪と夫婦の盃を交わすのだった。この様子を見た梅川の兄の忠兵衛は満足し、「仲人は宵の内」と亀屋を出る。そこへ様子を伺い隠れていた八右衛門と利平が忠兵衛（侍）に襲い掛かるが、忠兵衛（侍）はふたりを投げ飛ばして悠々と立ち去るのであった。

### 下の巻
（西横堀の段）次の日の、時は七つを過ぎた夜のこと。忠兵衛（亀屋）は中ノ島の蔵屋敷に届ける為替の金を懐にして歩いていた。ところがその足はいつの間にか、遊郭のある新町に近い西横堀へ来ている。それに気が付いた忠兵衛（亀屋）、梅川に逢っていこうか、いやいやそれでは妙閑とお諏訪にすまぬ…と迷うも、結局顔を見るだけならとつい新町へと向ってしまう。
（新町の段）一方、梅川は憂鬱であった。忠兵衛（亀屋）は梅川を身請けのため、手付けとして五十両の金を出したものの、残りの金を渡す期限がとっくに過ぎてしまった。このままでは忠兵衛（亀屋）が梅川を身請けする話は流れることになる。そればかりかあの丹波屋の八右衛門が梅川を今日にでも身請けしたいと、梅川の抱え主である槌屋治右衛門に相談していたのである。梅川は田舎の客の席からこっそり抜け出し、親しくしている井筒屋の女主人お清のもとを訪ねて話をしていると、梅川を探しに槌屋治右衛門がやってきた。
治右衛門は、八右衛門が梅川を身請けすることに話が決まりそうだと伝えに来たのである。梅川は涙ながらにその話は待ってくれと切々と頼む。亀屋忠兵衛が梅川と深い馴染みであることは治右衛門も知っていたので、治右衛門は男気を見せて梅川の願いを聞き入れるが、ちょうどそのころ表では、その忠兵衛（亀屋）が井筒屋の前まで来ていた。
そこへ八右衛門が二百五十両の金を持って現れ、治右衛門にこの金で直ぐに梅川を身請けさせろという。治右衛門は請合わない。八右衛門は、治右衛門が忠兵衛に肩入れして承知しないのだろうと思い、散々に忠兵衛への悪口を言い散らす。その場で耳にする梅川は死んでしまいたいと思うほど辛かったが、表に居てそれまでの様子を聞いていた忠兵衛はついに怒りを爆発させ、つっと中に入って「五十両や百両で友達に損かける忠兵衛じゃないぞ…大和から敷金に持って来た三百両コリャ見てくれ」と蔵屋敷へ届けるはずの三百両を出して包みを解き、その中の五十両を「サア受取れ」と八右衛門の眉間めがけて投げつけた。投げつけられた八右衛門は目もくらむほどの痛さ、しかしこの忠兵衛の勢いに気を吞まれ、金を懐にねじ込み慌てて逃げ帰ったのだった。
忠兵衛はさらに二百両を治右衛門の前に出し、この金ですぐに梅川の身請けができるよう頼むと、治右衛門はそれを承知し金を持って帰った。お清やほかの遊女たちも梅川が晴れての年季明けを祝って酒にしようというが、忠兵衛は少しでも早く梅川を連れて廓を出たいとせかすので、では急ぎその手続きをしようと、お清もみなを連れて出て行った。
ふたりきりとなった忠兵衛と梅川。遊女が廓を出る時には色々としきたりがある。それを無視して何をそのように急ぐのかと梅川が尋ねると、忠兵衛はいま八右衛門や治右衛門に渡した金は、じつは蔵屋敷へ届ける金だと白状する。忠兵衛は横領の大罪を犯してしまったのである。飛脚屋が客の届け物を横領すれば死罪と決まっていた。あまりのことに忠兵衛はもとより梅川も嘆く。また亀屋の妙閑やお諏訪にはすまぬと思いつつも、この上は一日なりとも逃げ延びて夫婦として暮らそうと決心する。やがてお清たちが戻り、忠兵衛と梅川はついに廓を出ることになる。しかしいずれは死罪の運命が待ち構えているかと思うと二人の気持は暗く、祝いの言葉をかけて送り出す廓の人々を後に、その足は大和へとは向うのであった。
（新口村の段）はたして忠兵衛たちは追われる身の上となり、その追手は忠兵衛の生まれ故郷大和国新口村へも延びていた。飛脚屋仲間からの追手は物売りなどに変装し、村の中を探索している。季節は正月を迎えようとしていた。
そんな追手が待ち構えているとも知らずに、忠兵衛と梅川は人目を忍びながら、雪の降る中ようようこの新口村まで辿りつく。忠兵衛の実父孫右衛門は今もこの村に住んでいるが長らく音信不通であり、今の身の上を晒すのも不孝、そこで村を出る前に親しくしていた百姓の忠三郎の家を忠兵衛たちは訪ねる。だがそこには忠三郎の女房がいるばかりで、忠三郎は庄屋に呼ばれて不在である。さらに女房の話には、忠兵衛が大坂で金を横領し、梅川を連れて逃げていることが村の中で知れ渡っていた。忠兵衛と梅川はこれを聞いてはっとするが素性を隠し、忠三郎を呼んでくれるよう女房に頼むと襷を外して出かけて行った。
ふたりは家に鍵をかけ、しばらく呆然としていたが、梅川は京にいる両親や兄忠兵衛（侍）のこと、また忠兵衛（亀屋）は妙閑やお諏訪のことを思い出し、ともにそれらに済まぬと思いながら涙する。やがて奥の間の明り障子を細めに開け表を見ると、かつて忠兵衛が目にした在所の人々が、寺の行事に集まるため吹雪くなか傘を差して野道を歩むのが見える。その最後には孫右衛門の姿があった。それを見た忠兵衛と梅川は顔を合わせることはできぬと嘆きつつ、この世の暇乞いとして遠くの孫右衛門に向い手を合わせるのだった。
とぼとぼと歩む孫右衛門、凍った道に足をとられその拍子に下駄の鼻緒も切れてどうと倒れた。これを見た忠兵衛ははっとして気を揉むが出てゆくことはできない。だが梅川は慌てて家を飛び出し、孫右衛門を抱え起こして介抱する。
梅川はこちらへと孫右衛門を家の中へといざない、上がり口に座らせた。忠兵衛は奥の一間に隠れている。孫右衛門は見知らぬ女からの親切に戸惑いながらも礼を言い、下駄の鼻緒が切れたので、懐からちり紙を出してすげようとすると、梅川が自分がよい紙を持っているといって自分のちり紙を出し、それを紙縒りにして孫右衛門の下駄をすげた。ここらあたりでは見かけぬ顔、なぜこんなにも親切にしてくれるのかと尋ねる孫右衛門。梅川は、自分の夫にちょうどあなたのような父親がいるので他人事とは思われない、できればその懐中のちり紙と、自分のちり紙を取り替えてほしいと頼み、つい涙をこぼすのだった。
孫右衛門は悟った。さてはこれが実子忠兵衛とともに逃げている女か…孫右衛門も涙が出た。「こなたの舅にこの親父が、似たというての孝行か。エエ嬉しうござる。が腹が立ちますわい」。忠兵衛が人から追われる身の上になったのも「その傾城の嫁御ゆへ」、親の手の届かない所で息子が罪を犯し罰せられるのが悲しい、この上は早くお迎えが来るよう阿弥陀様にお願いしているところだと、どうとひれ伏し悶え泣いた。これには梅川も声をあげて泣き、奥の一間で忠兵衛も孫右衛門に向って手を合わせ身悶えしながら嘆く。
孫右衛門は大坂の養母妙閑が忠兵衛の代りに牢に入れられたことを話し、実の親の自分は養家への義理を思えば息子をかくまうことは出来ず、顔を見たなら自ら縛って突き出さねばならぬ。義理ある養母をこれ以上牢に入れることはせず、一日も早く自首して出るようにと勧める。ただしそれも親の見ない所で…この場は落ち延びよと、寺に納めるための金を路銀として梅川に渡した。梅川は、忠兵衛を「咎人にしたもわたしから…お赦されなされて下さりませ」と詫び、「親子は一世の縁とやら、この世の別れにたったひと目」と忠兵衛に会うことを勧めるが、孫右衛門はやはり養家亀屋への義理を思って会おうとはしない。では顔を見ぬようにすればと、梅川は手拭いで孫右衛門に目隠しをした。孫右衛門は、「手先なと触ったら、それが本望逢うた心…必ずこなたの連合ひに、物言はして下さるな」という内にも忠兵衛が奥より飛び出し、父と子は互いに物も言わず、手と手を取り交わして泣くのであった。
そこへ、大勢の人の来る音が迫る。役人たちと巡礼姿に変装した八右衛門、利平がやって来たのである。忠三郎の家を見て中に踏み込もうとするも、そのとき長谷の近くで忠兵衛と名乗る者を見つけ絡めとろうとしたが抗っているとの知らせ。この知らせを聞きそれこそ忠兵衛に違いないと、八右衛門利平も含めて皆その場を走り去った。この様子に「天の助けかかたじけない」と、孫右衛門は忠兵衛たちに裏道から御所街道へ行くよう教え、忠兵衛たちは落ち延びてゆく。孫右衛門は涙ながらに遠ざかる二人を見送った。
そのころ降り積む雪の中で、役人捕手たちに囲まれながらもこれを投げのけていたのは梅川の兄の梅川忠兵衛であった。捕手たちはこれをお尋ね者の亀屋忠兵衛と思い捕らえようとしていたのである。忠兵衛（侍）は、妹の縁につながる亀屋忠兵衛を探し出し、意見して自首させようとしただけだと言いながらなおも役人たちと争っていると、八右衛門と利平が駆けつけそれは亀屋忠兵衛ではない、やはりさっきの新口村にいると知らせたので、捕手たちは残らずまた村へと駆け戻った。あとに残った八右衛門と利平、以前の意趣返しと忠兵衛（侍）にかかるが、結局二人は忠兵衛（侍）に取り押さえられ縛られる。そこへ代官が供を連れて駆け来り、忠兵衛（亀屋）と梅川が尋常に名乗り出て捕まり、駕籠で大坂に送られたと伝えた。悦ぶ忠兵衛（侍）、そしてこれまでの悪事が露見した八右衛門と利平も、そのまま引っ立てられて大坂へと送られるのであった。

## 解説
近松門左衛門作『冥途の飛脚』は正徳元年（1711年）の7月以前に初演された。『けいせい恋飛脚』は『冥途の飛脚』の初演から六十年ほどして上演された改作で、近松の作にはなかった話や人物が加えられている。
最初に原作である『冥途の飛脚』にはなかった「生玉の段」を増補し、「淡路町」に当たる「飛脚屋の段」についても大幅に内容を書替えている。生玉の境内では忠兵衛と梅川が会うところをお諏訪が見かけたり、忠兵衛が八右衛門に為替の五十両を催促される場面がある。八右衛門は、近松の作では友達思いと見られる人物であるが、本作では完全に敵役となっている。
この八右衛門と共謀し、亀屋を乗っ取ろうというのが利平である。この利平も八右衛門と同じく敵役であるが、作中では「下作者」（げさくもの）すなわち下品下劣の人物といわれ、お諏訪にいやらしく言い寄ったり、忠兵衛に毒を飲まそうとして失敗するなど、端敵といった格である。毒を飲ませた忠兵衛がいきなり顔をしかめ「アイタタタ」と言い出すのでしてやったりと内心喜ぶが、忠兵衛は「イヤイヤ気遣ひしてたもんな…脇壷にこんな針が一本あった」利平「そしたりゃ今の痛かったは」忠兵衛「この針がさわったのじゃ」というオチ。そして「今呑ましたのが五十両、高い物よう呑んだなァ…」と悔しがって逃げ出してしまうというおかしみを見せる。
亀屋の一人娘お諏訪は養子忠兵衛のいいなづけで、まだ祝言をあげていない振袖姿の娘である。『冥途の飛脚』での忠兵衛には梅川以外の女性関係について語られる事がないが、老舗の飛脚屋で二十四にもなった跡取り息子が、これというわけもないのに所帯はおろか何の縁談もないというのはほんらい不自然であり、また男一人に女二人の三角関係とすることで、話を膨らませたものと見られる。なお、お諏訪は「日親様」へ願掛けに行く途中で生玉境内の茶屋に立ち寄って忠兵衛と梅川を見かけることになるが、この「日親様」がなんなのかは不明である。
新しく登場した人物として最も活躍しているのは、遊女梅川の兄梅川忠兵衛である。「生玉」では医者道哲じつはこれも梅川の父に従う下部に変装し、利平に脅されて毒（じつは偽薬）を飲まされるくだりでは飲むのを渋って道化たやりとりを見せ、そのあとの「飛脚屋」では侍姿で亀屋を訪れ、八右衛門と利平の悪事を退けて忠兵衛を助け、五十両の金も妙閑に戻すという捌き役となっている。さらに「新口村」では最後に捕方や、八右衛門利平を相手に大立回りを見せる。梅川の抱え主である槌屋治右衛門も、八右衛門が梅川身請けの金を見せても忠兵衛と梅川のことを思って首を縦に振らず、遊郭の主人ながら情ある人物として描かれている。
『冥途の飛脚』には下之巻の最初に「相合駕籠」の道行があるが、『けいせい恋飛脚』では道行を省き、「封印切」の次にすぐ「新口村」へと移る。近松の作では、この段は正月を迎えようとする頃で雨が降っている。当時の暦は太陰太陽暦であり、現在の暦では一月の下旬か二月初め頃のことである。『けいせい恋飛脚』でも時期は同じだがこれを雪の降る場面とし、歌舞伎の『恋飛脚大和往来』においても現行では雪景色とする。
近松の作の地の文には、「…借駕籠に日を送り、奈良の旅籠や三輪の茶屋、五日三日夜を明かし、二十日余りに四十両、使い果して二歩残る」とあり、この「二十日余りに」云々は古くから名文句として知られているが、『けいせい恋飛脚』では梅川が孫右衛門から金を受け取ったとき、孫右衛門に自分のことで忠兵衛を罪人にして済まないと詫びる形にして使われており、これは歌舞伎でも同様である。ちなみに安永9年（1780年）1月、豊竹八重太夫が江戸に下り『けいせい恋飛脚』の「新口村」を外記座で語ったが、これが大当り大評判となり、「二十日余りに四十両」という文句を語らぬ者はなかったほどだったという。
「新口村」の最後は、近松の作では忠兵衛たちは縛り上げられ、それを見た孫右衛門は卒倒するという悲惨な終りかたをする。本作では目隠しをしたままの孫右衛門が忠兵衛たちを逃がしたあと、所変って梅川の兄忠兵衛が立回りのすえ八右衛門たちを捕らえ、忠兵衛たちは自ら名乗り出て捕まったことが代官により語られて終る。ただし現行の文楽では、孫右衛門が忠兵衛たちを見送るところで幕となる。
近松作の『冥途の飛脚』は「名作」であると一般には評され、この『けいせい恋飛脚』はその近松の作を「改悪」したものといわれているが、『難波土産』（元文3年〈1738年〉刊）には「あやつりを見ようならば今のしばゐにしくはなく、本を読みてたのしむには中古近松が作にしくはなし」とある。近松の書いた浄瑠璃は読みものとしては面白いが、人形浄瑠璃の舞台で実際に上演するためのテキストとしては適さなくなっていたということである。近松よりのちの舞台内容の複雑化が進んだ時代では、もはや近松の作の多くはそのままではそれを見る側が満足できなくなっていた。それがよいか悪いかは別として、『けいせい恋飛脚』はそうした時世の中で作られたのであり、事実江戸時代から今日に至るまで繰り返し上演されてきたのは、「改悪」とされる『けいせい恋飛脚』であった。『冥途の飛脚』は近代以降に復活上演されるようになるが、「新口村」だけは『けいせい恋飛脚』のものが現在も上演されている。現行の歌舞伎で上演されている『恋飛脚大和往来』の内容も『冥途の飛脚』ではなく本作に依拠しているのをみても、「梅川忠兵衛」として受け入れられてきたのは改作である『けいせい恋飛脚』のほうである。